# 길이 수축

빛의 속도의 9/10로 움직이는 바퀴. 바퀴 위쪽의 속도는 0.994c이고 아래쪽 속도는 항상 0이다. 이것이 상단이 하단에 비해 수축되는 이유이다.

길이 수축(영어: Length contraction)은 움직이는 물체의 길이가 물체 자체의 정지 프레임에서 측정한 길이인 고유 길이보다 짧게 측정되는 현상이다. 로런츠 수축(Lorentz contraction) 또는  헨드릭 로런츠 및 조지 프랜시스 피츠제럴드의 이름을 따서 로런츠-피츠제럴드 수축(Lorentz–FitzGerald contraction)이라고도 한다. 이 현상은 일반적으로 빛의 속도에 상당히 근접할 때에만 관측되며 길이 수축은 물체가 움직이는 방향으로만 일어난다. 일반적인 물체의 경우 일상적인 속도에서 이 현상은 무시할 수 있고 모든 일반적인 목적에서 무시할 수 있으며 물체가 관찰자에 비해 빛의 속도에 가까워질 때만 중요해진다.

## 역사
길이 수축은 조지 피츠제럴드(1889)와 헨드릭 로런츠(1892)가 마이컬슨-몰리 실험의 부정적인 결과를 설명하고 정지 상태의 에테르(로런츠-피츠제럴드 수축 가설) 가설을 유지하기 위해 가정했다. 피츠제럴드와 로런츠 모두 운동 중인 정전기장이 변형(1888년 전자기 이론에서 이 변형을 유도한 올리버 헤비사이드의 이름을 딴 "Heaviside-Ellipsoid")되었다는 사실을 암시했지만 임시적인 가설로 간주되었다. 분자간 힘이 전자기력과 같은 방식으로 작용한다고 가정할 충분한 이유가 없었기 때문이다. 1897년 조지프 라모어는 모든 힘이 전자기적 기원으로 간주되고 길이 수축이 이 모델의 직접적인 결과인 것으로 보이는 모델을 개발했다. 그러나 앙리 푸앵카레(1905)는 전자기력만으로는 전자의 안정성을 설명할 수 없음을 보여주었다. 그래서 그는 전자의 안정성을 보장하고 길이 수축에 대한 역학적 설명을 제공하여 고정된 에테르의 움직임을 숨기는 비전기 결합력(푸앵카레 응력)이라는 또 다른 임시 가설을 도입해야 했다.
결국, 알베르트 아인슈타인(1905)은 이 수축을 가정된 에테르를 통한 움직임을 필요로 하지 않는 공간, 시간, 동시성의 개념을 완전히 변경시킨 특수 상대성이론을 사용하여 설명될 수 있음을 입증함으로써 수축 가설에서 임시라는 문자를 최초로 완전히 제거하게 되었다. 아인슈타인의 견해는 4차원 시공간 개념을 도입하여 모든 상대론적 효과의 기하학적 해석을 입증한 헤르만 민코프스키에 의해 더욱 정교해졌다.

## 상대성 이론의 기초

특수 상대성이론에서 관찰자는 동기화된 시계로 구성되는 무한한 격자점을 기준으로 이벤트를 측정한다.

먼저 정지하고 움직이는 물체의 길이를 측정하는 방법을 신중하게 고려할 필요가 있다. 여기서 "물체"는 단순히 항상 상호 정지 상태에 있는, 즉 동일한 관성 참조 프레임에서 정지 상태에 있는 양 끝점 사이의 거리를 의미한다. 관찰자(또는 그의 측정 도구)와 관찰 대상 사이의 상대 속도가 0이면 적절한 길이 {\displaystyle L_{0}} 측정 막대를 직접 겹쳐 보아서 물체의 크기를 간단히 결정할 수 있다. 그러나 상대 속도가 0보다 크면 다음과 같이 절차를 진행할 수 있다.

길이 수축 : 3개의 파란색 막대가 S에서 정지하고 3개의 빨간색 막대가 S'에 정지하고 있다. A와 D의 왼쪽 끝이 x축에서 같은 위치에 도달하는 순간 막대의 길이를 비교해야 한다. S에서 A의 왼쪽과 C의 오른쪽의 동시 위치는 D와 F의 동시 위치보다 더 멀리 떨어져 있다. 반면 S'에서는 D의 왼쪽과 F의 오른쪽의 동시 위치가 A와 C의 것보다 멀리 떨어져 있다.

관찰자는, a) 푸앵카레-아인슈타인 동기화에 따라 광 신호를 교환하거나 또는, b) "느린 시계 전송" 즉 시계의 이송 속도가 0이 되는 극한에서 동기화되는 일련의 시계를 설치한다. 이제 동기화 프로세스가 완료되면 물체가 시계 행을 따라 이동하고 모든 시계는 개체의 왼쪽 또는 오른쪽 끝이 지나가는 정확한 시간을 저장한다. 그 후 관찰자는 물체의 왼쪽 끝이 지나간 시간을 저장한 시계 A와 동시에 물체의 오른쪽 끝이 지나간 시계 B의 위치만 바라보면 된다. 거리 AB가 움직이는 물체의 길이 {\displaystyle L}과 동일하다는 것은 분명하다. 이 방법을 사용할 때 동시성의 정의는 움직이는 물체의 길이를 측정하는 데 매우 중요하다.
또 다른 방법은 고유 시간 {\displaystyle T_{0}} 을 나타내는 시계를 사용하는 것인데 여기서 고유 시간은 막대의 한 끝점에서 다른 끝점으로 막대의 정지 프레임에서 측정된 시간 {\displaystyle T} 동안에 이동한다. 막대의 길이는 이동 시간에 속도를 곱하여  {\displaystyle L_{0}=T\cdot v}  또는 시계의 정지 프레임에서 {\displaystyle L=T_{0}\cdot v}로 계산할 수 있다.
뉴턴 역학에서 동시성과 지속 시간은 절대적이므로 두 방법 모두 {\displaystyle L} 과 {\displaystyle L_{0}} 가 동일하게 된다. 그러나 상대성 이론에서 동시성 및 시간 팽창의 상대성과 관련하여 모든 관성 프레임에서 광속의 불변성은 이러한 평등을 파괴한다. 첫 번째 방법에서 한 프레임의 관찰자는 객체의 끝점을 동시에 측정했다고 주장하지만 다른 모든 관성 프레임의 관찰자는 객체의 끝점을 동시에 측정하지 않았다고 주장한다. 두 번째 방법에서는 시간 지연으로 인해 시간 {\displaystyle T} 와 {\displaystyle T_{0}}가 동일하지 않아 길이도 달라진다.
모든 관성 프레임의 측정치 사이의 편차는 로런츠 변환 및 시간 팽창에 대한 공식으로 제공된다(유도 참조). 고유 길이는 변하지 않고 항상 물체의 최대 길이를 나타내며 다른 관성 기준 프레임에서 측정된 동일한 물체의 길이는 고유 길이보다 짧다는 것이 밝혀졌다. 이 수축은 운동선을 따라서만 발생하며 아래 관계식으로 나타낼 수 있다.
{\displaystyle L={\frac {1}{\gamma (v)}}L_{0}}.
여기서,
- {\displaystyle L} ː 물체에 대해 움직이는 관찰자가 관찰한 길이,
- {\displaystyle L_{0}} ː 고유 길이(레스트 프레임에 있는 객체의 길이),
- {\displaystyle \gamma (v)} ː 다음과 같이 정의되는 로런츠 인자이다.{\displaystyle \gamma (v)\equiv {\frac {1}{\sqrt {1-v^{2}/c^{2}}}}}

원래 공식에 로런츠 인자를 대입하면 다음 관계가 발생한다.
{\displaystyle L=L_{0}{\sqrt {1-v^{2}/c^{2}}}}
이 방정식에서  {\displaystyle L} 그리고 {\displaystyle L_{0}} 둘 다 물체의 이동선과 평행하게 측정된다. 상대적으로 움직이는 관찰자의 경우 물체의 양쪽 끝에서 동시에 측정된 거리를 빼서 물체의 길이를 측정한다. 보다 일반적인 변환에 대해서는 로런츠 변환을 참조하면 된다. 빛의 속도에 매우 가깝게 이동하는 물체를 관찰하는 정지 상태의 관찰자는 운동 방향으로 물체의 길이가 거의 0에 가까운 것으로 관찰할 것이다.
그런 다음 13400000 m/s (3000만 mph, 0.0447 c)에서 수축된 길이는 정지 길이의 99.9%이고, 42300000 m/s (9500만 mph, 0.141c)에서도 여전히 수축된 길이가 99%에 불과하다. 하지만 속도의 크기가 빛의 속도에 가까워질수록 그 효과는 두드러지게 된다.

## 대칭
상대성 원리(관성 기준계에서 자연 법칙이 변하지 않음)는 길이 수축이 대칭적일 것을 요구한다. 즉 어떤 막대가 관성 프레임 {\displaystyle S}에서 정지해 있으면, 이 막대는 고유길이  {\displaystyle S} 를 가지고 {\displaystyle S'} 에서는 길이가 수축된다. 그러나 막대가 {\displaystyle S'}에서 정지되어 있으면, 이것은 고유 길이 {\displaystyle S'} 을 가지며 {\displaystyle S} 에서는 길이가 수축된다. 로런츠 변환은 기하학적으로 4차원 시공간의 회전에 해당하기 때문에 대칭 민코프스키 도표를 사용하여 생생하게 설명할 수 있다.

## 자기력
자기력은 전자가 원자핵에 대해 상대적으로 이동할 때 상대론적 수축에 의해 발생한다. 전류가 흐르는 도선 옆에 있는 움직이는 전하의 자기력은 전자와 양성자 사이의 상대론적 운동의 결과이다.
1820년에 앙드레마리 앙페르는 같은 방향의 전류를 가진 병렬 도선이 서로 끌어당긴다는 것을 보여주었다. 전자의 기준 틀에서 움직이는 전선이 약간 수축하여 반대 전선의 양성자가 국부적으로 더 조밀하게 된다. 반대편 와이어의 전자도 움직이기 때문에 수축하지 않는다. 이것은 전자와 양성자 사이에 명백한 국지적 불균형을 초래한다. 한 와이어에서 움직이는 전자는 다른 와이어에 있는 여분의 양성자에게 끌리게 된다. 그 반대도 고려할 수 있다. 정적 양성자의 기준 틀에 대해 전자는 움직이고 수축하여 동일한 불균형을 초래한다. 전자의 이송 속도는 시간당 1미터 정도로 상대적으로 매우 느리지만 전자와 양성자 사이의 힘은 너무 커서 이 매우 느린 속도에서도 상대론적 수축이 상당한 영향을 미친다.
이 효과는 전류가 없는 자성 입자에도 적용되며 이때 전류는 전자의 스핀으로 대체된다.

## 실험적 검증
관찰 대상과 함께 이동하는 모든 관찰자는 대상의 수축을 측정할 수 없다. 왜냐하면 그는 상대성 원리에 따라 자신과 대상이 정지해 있는 것으로 판단할 수 있기 때문이다(트루턴-랜카인 실험에서 입증됨). 따라서 길이수축은 물체의 정지틀에서는 측정할 수 없고 관찰된 물체가 움직이는 틀에서만 측정할 수 있다. 또한, 이러한 비동기 프레임에서 조차도 길이 수축에 대한 직접적인 실험적 확인을 달성하기 어려운데, 이는 현재 기술 수준에서는 상당한 크기의 물체를 상대론적 속도로 가속할 수 없기 때문이다. 그리고 필요한 속도로 이동하는 유일한 물체는 원자 입자이지만 공간적 확장이 너무 작아 수축을 직접 측정할 수 없다.
그러나 비동기 프레임에서의 이러한 수축효과에 대한 간접적인 확인이 있다.
- 길이 수축의 도입을 필요로 것은 유명한 실험즉 마이켈슨-몰리 실험 (및 나중에는 Kennedy–Thorndike 실험)의 부정적인 결과였다. 특수 상대성이론에서 그 설명은 다음과 같다. 정지 프레임에서 간섭계는 상대성 원리에 따라 정지한 것으로 간주할 수 있으므로 빛의 전파 시간은 모든 방향에서 동일하다. 간섭계가 움직이는 프레임에서 횡방향 빔은 움직이지 않는 프레임에 대해 더 긴 대각선 경로를 통과해야 하므로 이동 시간이 더 길어지므로 종방향 빔은 시간이 걸리므로 지연된다. 순방향 및 역방향 트립 각각에 대한 L /( c - v ) 및 L /( c + v )는 훨씬 더 길다. 따라서 부정적 실험 결과에 따라 두 이동 시간의 동일성을 복원하기 위해 세로 방향에서 간섭계가 수축되어야 한다. 따라서 빛의 양방향 속도는 일정하게 유지되고 간섭계의 수직 팔을 따라 왕복 전파 시간은 움직임 및 방향과 무관하다.
- 지구의 기준 좌표계에서 측정한 대기의 두께를 감안할 때 뮤온의 수명은 극도로 짧아 빛의 속도에 의해서도 지구 표면으로 이동할 수 없지만 그럼에도 불구하고 이러한 이동이 가능하다. 그러나 지구 참조 프레임에서 이것은 뮤온의 시간이 시간 지연에 의해 느려지는 경우에만 가능하다. 그러나 뮤온의 틀에서는 대기가 수축되어 뮤온 입자의 여행 시간이 짧아지는 효과로 설명된다.[13]
- 정지 상태에서 형태가 구형인 무거운 이온은 거의 빛의 속도로 이동할 때 "팬케이크" 또는 평평한 디스크의 형태를 취해야 한다. 그리고 실제로 입자 충돌로 얻은 결과는 길이 수축으로 인한 핵 밀도 증가를 고려해야만 설명할 수 있다.[14][15][16]
- 상대 속도가 큰 전하 입자의 이온화 능력은 예상보다 높다. 사실 상대론 이전의 물리학에서는 운동 중인 이온화 입자가 다른 원자나 분자의 전자와 상호 작용할 수 있는 시간이 줄어들기 때문에 높은 속도에서 능력이 감소해야 한다. 상대성 이론에서도 예상보다 높은 이온화 능력은 이온화 입자가 움직이는 프레임에서 쿨롱 필드의 길이 수축으로 설명될 수 있으며, 이는 운동선에 수직인 전기장 강도를 증가시킨다.[13][17]
- 싱크로트론과 자유 전자 레이저에서는 상대론적 전자가 언듈레이터에 주입되어 싱크로트론 방사가 생성된다. 전자의 적절한 프레임에서 언듈레이터가 수축되어 방사 주파수가 증가한다. 또한 실험실 프레임에서 측정된 주파수를 알아내기 위해서는 상대론적 도플러 효과를 적용해야 한다. 따라서 길이 수축과 상대론적 도플러 효과를 통해서만 기복 복사선의 극히 작은 파장을 설명할 수 있다.[18][19]

## 길이 수축의 실제

길이 수축에 관한 아인슈타인의 1911년 사고 실험의 민코프스키 다이어그램. 정지 프레임에서 길이가 인 두개의 막대가 반대 방향으로 0.6c의 속도로 이동하면 가 된다.

1911년 블라디미르 바리차크는 로런츠에 따르면 길이 수축을 객관적인 방식으로 보게 되는 반면에, 아인슈타인에 따르면 "우리의 시계 조절 및 길이 측정 방식으로 인해 발생하는 표면적이고 주관적인 현상"이라고 주장했다. 아인슈타인은 이에 대한 반박을 발표했다.
저자는 "물리적 사실에 관한" 로런츠의 견해와 나의 견해의 차이를 부당하게 진술했습니다. 길이 수축이 "정말로" 존재하는지 여부에 대한 질문은 오해의 소지가 있습니다. 그것은 이동하는 관찰자에게 존재하지 않는다는 점에서 "실제로" 존재하지 않습니다. 비록 그것이 "실제로" 존재하더라도 즉 길이 수축이 움직이지 않는 관찰자에게는 물리적 수단에 의해 원칙적으로 증명될 수 있는 방식으로 존재하더라도 말입니다.
(The author unjustifiably stated a difference of Lorentz's view and that of mine concerning the physical facts. The question as to whether length contraction really exists or not is misleading. It doesn't "really" exist, in so far as it doesn't exist for a comoving observer; though it "really" exists, i.e. in such a way that it could be demonstrated in principle by physical means by a non-comoving observer.)

아인슈타인은 또한 그 논문에서 길이 수축은 단순히 시계 규정과 길이 측정이 수행되는 방식에 관한 임의적인 정의의 산물이 아니라고 주장했다. 그는 다음과 같은 사고 실험을 제시했다. A'B'와 A"B"를 각각 x'와 x"에서 측정한 동일한 고유 길이 L 0 의 두 막대의 끝점이라고 한다. 정지 상태로 간주되는 x* 축을 따라 동일한 속도로 반대 방향으로 이동하도록 한다. 종점 A'A"는 점 A*에서 만나고 B'B"는 점 B*에서 만난다. 아인슈타인은 길이 A*B*가 A'B' 또는 A"B"보다 짧다고 지적했으며, 이는 막대 중 하나를 해당 축에 대해 정지시켜 설명할 수도 있다.

## 역설
수축 공식의 피상적인 적용에 의하면 일부의 역설이 발생할 수 있다. 사다리 역설과 벨의 우주선 역설이 그 예이다. 그러나 이러한 역설은 동시성의 상대성을 올바르게 적용함으로써 해결할 수 있다. 또 다른 유명한 역설은 강체의 개념이 상대성 이론과 양립할 수 없다는 것을 증명하는 에른페스트 역설로, 이는 보른 강성(Born rigidity)의 적용 가능성을 감소시키고, 동시 회전 관찰자에게 기하학은 사실상 비유클리드임을 보여준다.

## 시각적 효과

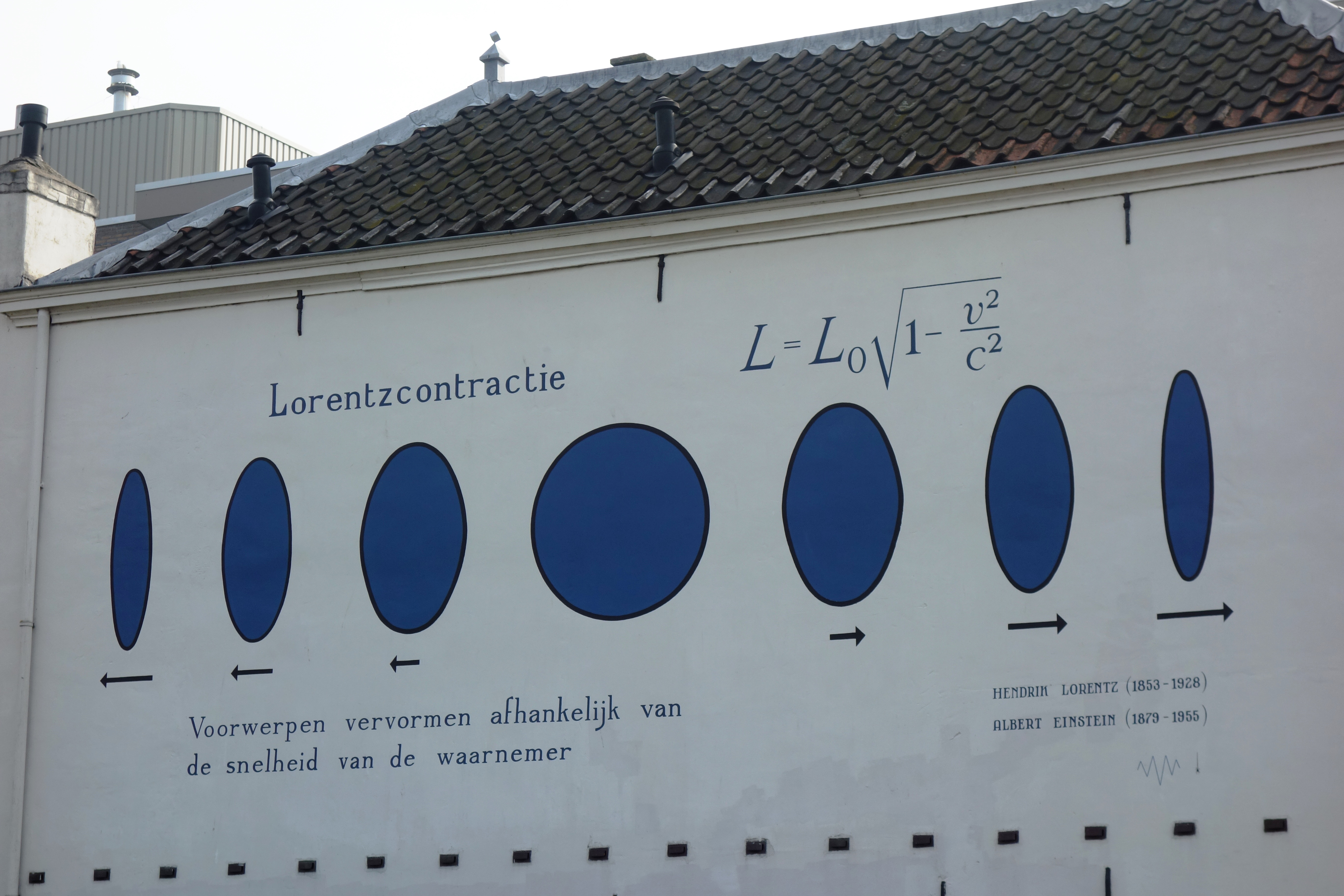
네덜란드 레이던의 벽에 있는 공식. 로렌츠는 1877-1910년 레이던 대학교의 이론물리학 학과장이었다.

길이 수축은 어떤 좌표계에서 동시에 이루어지는 위치 측정을 참조한다. 이것은 빠르게 움직이는 물체의 사진을 찍을 수 있다면 이미지가 움직이는 방향으로 수축된 물체를 보여줄 것이라는 것을 암시할 수 있다. 그러나 이러한 시각적 효과는 완전히 다른 측정이다. 이러한 사진은 멀리서 찍은 반면 길이 수축은 물체의 정확한 끝점 위치에서만 직접 측정할 수 있다. 로저 펜로즈와 제임스 터렐과 같은 몇몇 저자들은 움직이는 물체가 일반적으로 사진에서 길이가 축소된 것처럼 보이지는 않는다는 사실을 보여주었다. 이 결과는 《피직스 투데이》 기사에서 빅토어 바이스코프에 의해 대중화되었다. 예를 들어 작은 각 직경의 경우 움직이는 구는 원형으로 유지되고 회전한다. 이러한 종류의 시각적 회전 효과를 펜로즈-터렐 회전이라고 한다.

## 유도
길이 수축은 여러 가지 방법으로 유도할 수 있다.

### 알려진 이동 길이
관성 기준 프레임 S에서 {\displaystyle x_{1}} 및 {\displaystyle x_{2}} 는 움직이는 물체의 끝점을 나타낸다. 이 프레임에서 물체의 길이 {\displaystyle L} 은 위의 규칙에 따라 끝점의 동시 위치를 {\displaystyle t_{1}=t_{2}} 시점에서 결정하여 측정된다. 한편, 이 물체의 적절한 길이는 정지 프레임 S'에서 측정된 것으로 로런츠 변환을 사용하여 계산할 수 있다. 시간 좌표를 S에서 S'로 변환하면 시간이 달라지지만 물체가 끝점을 측정할 때 문제가 되지 않는 S'에 정지해 있기 때문에 문제가 되지 않는다. 따라서 공간 좌표의 변환으로 충분하며 다음을 제공한다.
{\displaystyle x'_{1}=\gamma \left(x_{1}-vt_{1}\right)\quad {\text{and}}\quad x'_{2}=\gamma \left(x_{2}-vt_{2}\right)\ \ .}

여기서 {\displaystyle t_{1}=t_{2}}, 그리고  {\displaystyle L=x_{2}-x_{1}} 그리고 {\displaystyle L_{0}^{'}=x_{2}^{'}-x_{1}^{'}}로 정하면, 고유 길이 S'는 다음과 같이 주어진다.

| {\displaystyle L_{0}^{'}=L\cdot \gamma \ \ .} | \| \| \| \| \| \| \| \| | (1) |
|                                               |                         |     |
|                                               |                         |     |
따라서 프레임 S에서 측정된 물체의 길이는 아래와 같이 인수  {\displaystyle \gamma }  만큼 축소된다.

| {\displaystyle L=L_{0}^{'}/\gamma \ \ .} | \| \| \| \| \| \| \| \| | (2) |
|                                          |                         |     |
|                                          |                         |     |
마찬가지로 상대성 원리에 따라 S에 정지해 있는 물체는 S'에도 수축된다. 위의 부호와 소수를 대칭적으로 교환하면 다음과 같이 된다.

| {\displaystyle L_{0}=L'\cdot \gamma \ \ .} | \| \| \| \| \| \| \| \| | (3) |
|                                            |                         |     |
|                                            |                         |     |
따라서 S'에 정지해 있는 물체는 S'로 측정할 때 수축된 길이를 갖게 된다.

| {\displaystyle L'=L_{0}/\gamma \ \ .} | \| \| \| \| \| \| \| \| | (4) |
|                                       |                         |     |
|                                       |                         |     |

### 알려진 고유 길이
반대로 물체가 S에 있고 적절한 길이를 알고 있는 경우 물체의 끝점에서 측정의 동시성은 다른 기준계 S'에서 고려해야 하는데, 이는 물체가 그곳에서 위치를 계속 변경하기 때문이다. 따라서 공간 좌표와 시간 좌표를 모두 변환해야 한다.
{\displaystyle {\begin{aligned}x_{1}^{'}&=\gamma \left(x_{1}-vt_{1}\right)&\quad \mathrm {and} \quad &&x_{2}^{'}&=\gamma \left(x_{2}-vt_{2}\right)\\t_{1}^{'}&=\gamma \left(t_{1}-vx_{1}/c^{2}\right)&\quad \mathrm {and} \quad &&t_{2}^{'}&=\gamma \left(t_{2}-vx_{2}/c^{2}\right)\end{aligned}}}
동시 시간 측정 {\displaystyle \Delta t'=t_{2}^{\prime }-t_{1}^{\prime }=0} 을 가정하면서 길이의 간격 {\displaystyle \Delta x'=x_{2}^{\prime }-x_{1}^{\prime }}을 계산하고, 적절한 고유길이 {\displaystyle L_{0}=x_{2}-x_{1}}를 삽입하면, 다음과 같다.
{\displaystyle {\begin{aligned}\Delta x'&=\gamma \left(L_{0}-v\Delta t\right)&(1)\\\Delta t'&=\gamma \left(\Delta t-{\frac {vL_{0}}{c^{2}}}\right)=0&(2)\end{aligned}}}
방정식 (2)는
{\displaystyle \Delta t={\frac {vL_{0}}{c^{2}}}}
로 되는데, (1)에 삽입되면 {\displaystyle \Delta x'} 이 수축된 길이 {\displaystyle L'} 가 됨을 보여준다.
{\displaystyle L'=L_{0}/\gamma } .
마찬가지로, 동일한 방법은 S'에 정지된 객체에 대해 대칭 결과를 제공한다.
{\displaystyle L=L_{0}^{'}/\gamma } .

### 시간 지연의 사용
길이 수축은 또한 시간 지연에서 파생될 수 있는데, 이것에 의하면, 하나의 "움직이는" 시계의 똑딱거리는 속도(고유 시간 {\displaystyle T_{0}}를 나타냄)는 2개의 동기화된 "정지되어 있는" 시계에 대해 더 낮다({\displaystyle T} 로 표시). 시간 팽창은 실험적으로 여러 번 확인되었으며 다음 관계로 표시된다.
{\displaystyle T=T_{0}\cdot \gamma }
정지해 있는 {\displaystyle S} 에서 고유 길이 {\displaystyle L_{0}}의 막대와 서로 {\displaystyle v} 의 속도로 움직이고 {\displaystyle S'}에서 정지된 시계를 가정하면, 상대성 이론에 따르면 상대 속도의 크기는 두 기준 프레임에서 동일하므로 막대의 끝점 사이의 시계의 각 이동 시간은 다음과 같다. {\displaystyle S}에서는 {\displaystyle T=L_{0}/v} 그리고 {\displaystyle S'} 에서는 {\displaystyle T'_{0}=L'/v}, 따라서 {\displaystyle L_{0}=Tv} 그리고 {\displaystyle L'=T'_{0}v} 가 된다. 시간 지연 공식을 삽입하면 해당 길이 사이의 비율은 다음과 같다.
{\displaystyle {\frac {L'}{L_{0}}}={\frac {T'_{0}v}{Tv}}=1/\gamma } .
따라서 측정한 길이는 {\displaystyle S'} 에 의해 주어진다
{\displaystyle L'=L_{0}/\gamma }
막대를 가로지르는 시계의 이동 시간이  {\displaystyle S'} 보다  {\displaystyle S} 에서 더 길기 때문에 ({\displaystyle S} 에서 시간 지연), 막대의 길이도 {\displaystyle S'}보다  {\displaystyle S} 에서 더 길게 된다({\displaystyle S'}에서 길이 수축). 마찬가지로, 시계가 {\displaystyle S}에서 정지해 있고 막대기가 {\displaystyle S'}에 있다면, 위의 절차에 의하면 아래 식이 된다.
{\displaystyle L=L'_{0}/\gamma }

### 기하학적 고려

유클리드와 민코프스키 시공간의 직육면체

추가적인 기하학적 고려 사항은 길이 수축이 E 3 에서 회전 전후에 직육면체를 통과하는 평행 슬라이스에 비유하여 삼각법 현상으로 간주될 수 있음을 보여준다(오른쪽의 왼쪽 절반 그림 참조). 이것은 E 1,2 에서 직육면체를 부스팅하는 유클리드 아날로그이다. 그러나 후자의 경우 부스트된 직육면체를 움직이는 판의 세계 판으로 해석할 수 있다.
왼쪽 그림: 3차원 유클리드 공간 E 3 에서 회전된 직육면체. 단면이 회전 전보다 회전 방향으로 더 길다.
오른쪽 그림: 민코프스키 시공간(한 공간 차원이 억제됨) E 1,2 에서 움직이는 박판의 세계 슬래브는 부스트 직육면체이다. 단면은 부스트 전보다 부스트 방향으로 더 얇다.
두 경우 모두 가로 방향은 영향을 받지 않으며 직육면체의 각 모서리에서 만나는 3개의 평면은 서로 직교 한다(오른쪽의 E 1,2 를 기준으로 및 왼쪽 E 3 를 기준으로).
특수 상대성이론에서 푸앵카레 변환은 관성 운동의 대체 상태(및 원점의 다른 선택)에 해당하는 민코프스키 시공간에서 대체 데카르트 좌표 차트 간의 변환으로 특징지어질 수 있는 아핀 변환 클래스이다. 로런츠 변환은 선형 변환인 푸앵카레 변환이다(원점을 유지하는). 로런츠 변환은 유클리드 기하학에서 회전에 의해 수행되는 민코프스키 기하학(로런츠 군은 시공간의 자기등량(self isometry)의 등방성 그룹을 형성한다)에서 동일한 역할을 한다. 실제로 특수 상대성이론은 주로 다음 표에서 제안하는 것처럼 민코프스키 시공간에서 일종의 비핵종 삼각법을 연구하는 것으로 귀결된다.
| Trigonometry             | Circular                | Parabolic           | Hyperbolic                    |
| ------------------------ | ----------------------- | ------------------- | ----------------------------- |
| Kleinian Geometry        | Euclidean plane         | Galilean plane      | Minkowski plane               |
| Symbol                   | E2                      | E0,1                | E1,1                          |
| Quadratic form           | Positive definite       | Degenerate          | Non-degenerate but indefinite |
| Isometry group           | E(2)                    | E(0,1)              | E(1,1)                        |
| Isotropy group           | SO(2)                   | SO(0,1)             | SO(1,1)                       |
| Type of isotropy         | Rotations               | Shears              | Boosts                        |
| Algebra over R           | Complex numbers         | Dual numbers        | Split-complex numbers         |
| ε2                       | −1                      | 0                   | 1                             |
| Spacetime interpretation | None                    | Newtonian spacetime | Minkowski spacetime           |
| Slope                    | tan φ = m               | tanp φ = u          | tanh φ = v                    |
| "cosine"                 | cos φ = (1 + m2)−1/2    | cosp φ = 1          | cosh φ = (1 − v2)−1/2         |
| "sine"                   | sin φ = m (1 + m2)−1/2  | sinp φ = u          | sinh φ = v (1 − v2)−1/2       |
| "secant"                 | sec φ = (1 + m2)1/2     | secp φ = 1          | sech φ = (1 − v2)1/2          |
| "cosecant"               | csc φ = m−1 (1 + m2)1/2 | cscp φ = u−1        | csch φ = v−1 (1 − v2)1/2      |